# Claude Humphrey
Claude B. Humphrey (Memphis, 29 giugno 1944 – Atlanta, 3 dicembre 2021) è stato un giocatore di football americano statunitense che ha giocato nel ruolo di defensive end per gli Atlanta Falcons e i Philadelphia Eagles della National Football League (NFL). Fu scelto come terzo assoluto nel Draft NFL 1968 dai Falcons. Al college ha giocato a football all'Università statale del Tennessee venendo premiato come All-American. Nel 2014 è stato inserito nella Pro Football Hall of Fame.

## Carriera professionistica
Humphrey fu scelto come terzo assoluto nel draft NFL 1968 dagli Atlanta Falcons. Ebbe una carriera di notevole successo, venendo inserito nel First-team All-Pro cinque volte (1971-'74 e 1977), nel Second-team All-Pro tre volte (1969, 1970, 1976) e fu convocato per sei Pro Bowl (1970-'74 e 1977). Nel 1976 fece registrare un massimo in carriera di 15 sack (statistica non ufficiale).
Humphrey terminò la sua carriera coi Philadelphia Eagles dal 1979 al 1981. Nel 1980 Humphrey disputò una grande stagione, guidando la squadra con 14,5 sack e contribuendo alla vittoria della NFC e alla qualificazione per il Super Bowl XV. La sua carriera terminò con 126,5 sack.
Durante il Super Bowl XV, Humphrey fu visto gettare addosso all'arbitro Ben Dreith il fazzoletto delle penalità dopo che questi aveva fischiato un fallo di Humphrey per eccessiva violenza verso il quarterback degli Oakland Raiders Jim Plunkett.

## Palmarès

### Franchigia
- National Football Conference Championship: 1

Philadelphia Eagles: 1980

### Individuale
- Convocazioni al Pro Bowl: 6

1970, 1971, 1972, 1973, 1974, 1977
- First-team All-Pro: 5

1971, 1972, 1973, 1974, 1977
- Second-team All-Pro: 3

1969, 1970, 1976
- Rookie difensivo dell'anno - 1968
- Atlanta Falcons Ring of Honor
- Pro Football Hall of Fame (classe del 2014)